# 勿来川
勿来川（なこそがわ）は、宮城県中部の宮城郡利府町と多賀城市を流れ、砂押川へ注ぐ二級河川である。名古曽川と書かれることもある。

## 名前の由来

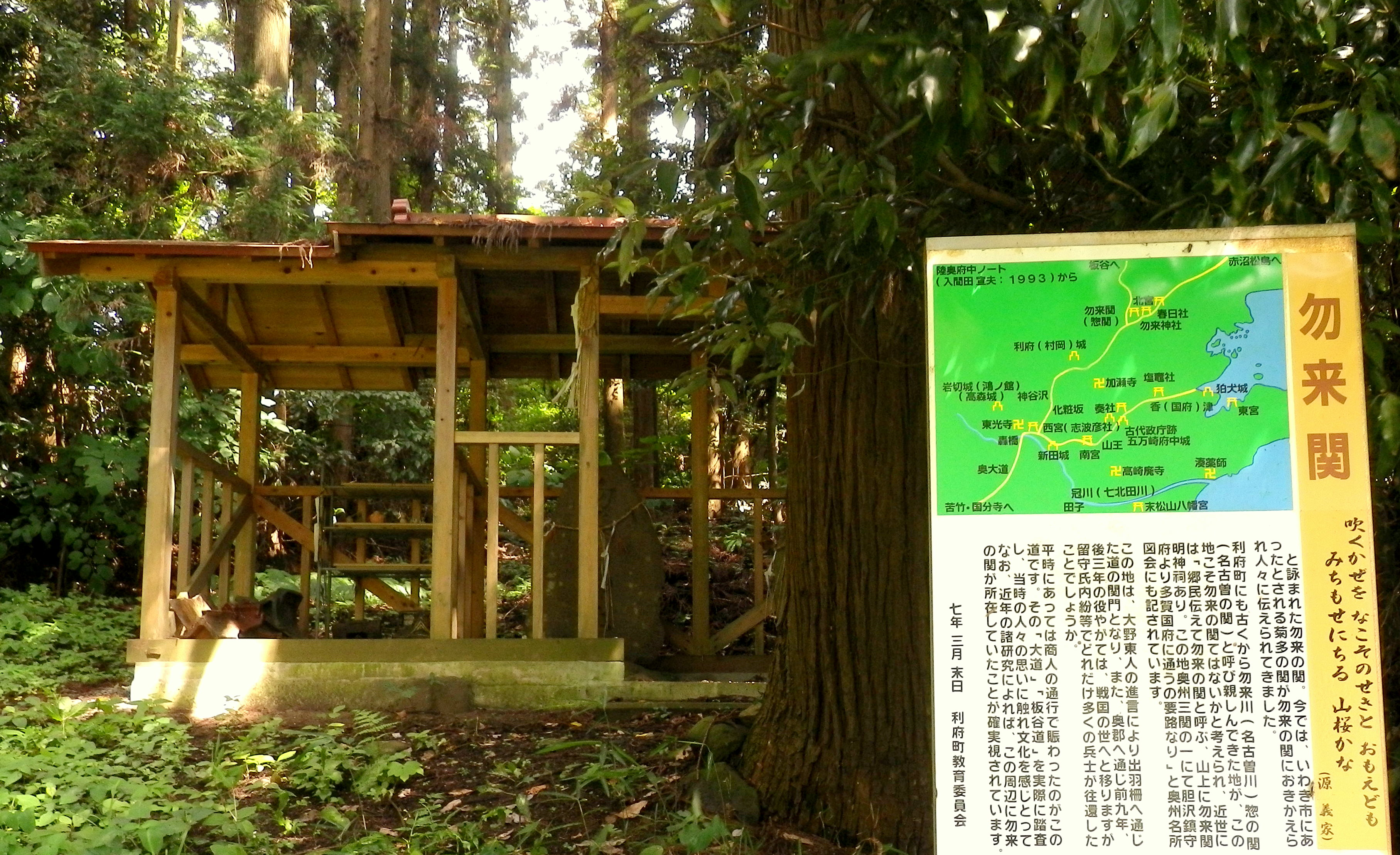
勿来神社の碑（利府町森郷字名古曽）

上流部に存在したとする勿来関に基づく名前である。勿来関は長い間、福島県いわき市勿来に所在していると比定されているが、この項目である勿来川流域に存在したという説もあり、どちらに存在したか（厳密に言えばどこに存在したか）は未確定である。

## 流路
松島丘陵一帯を水源とし、流れが合流して利府町内の惣の関ダムに注ぐ。ダムから放水され西南から東南へ流路を取りつつ藤田川と合流する。その後は南西へ流路を取る。その後、南から南東へ流れ、勿来川遊水地を経て多賀城市に入り、間もなく砂押川に合流する。

## 河川施設

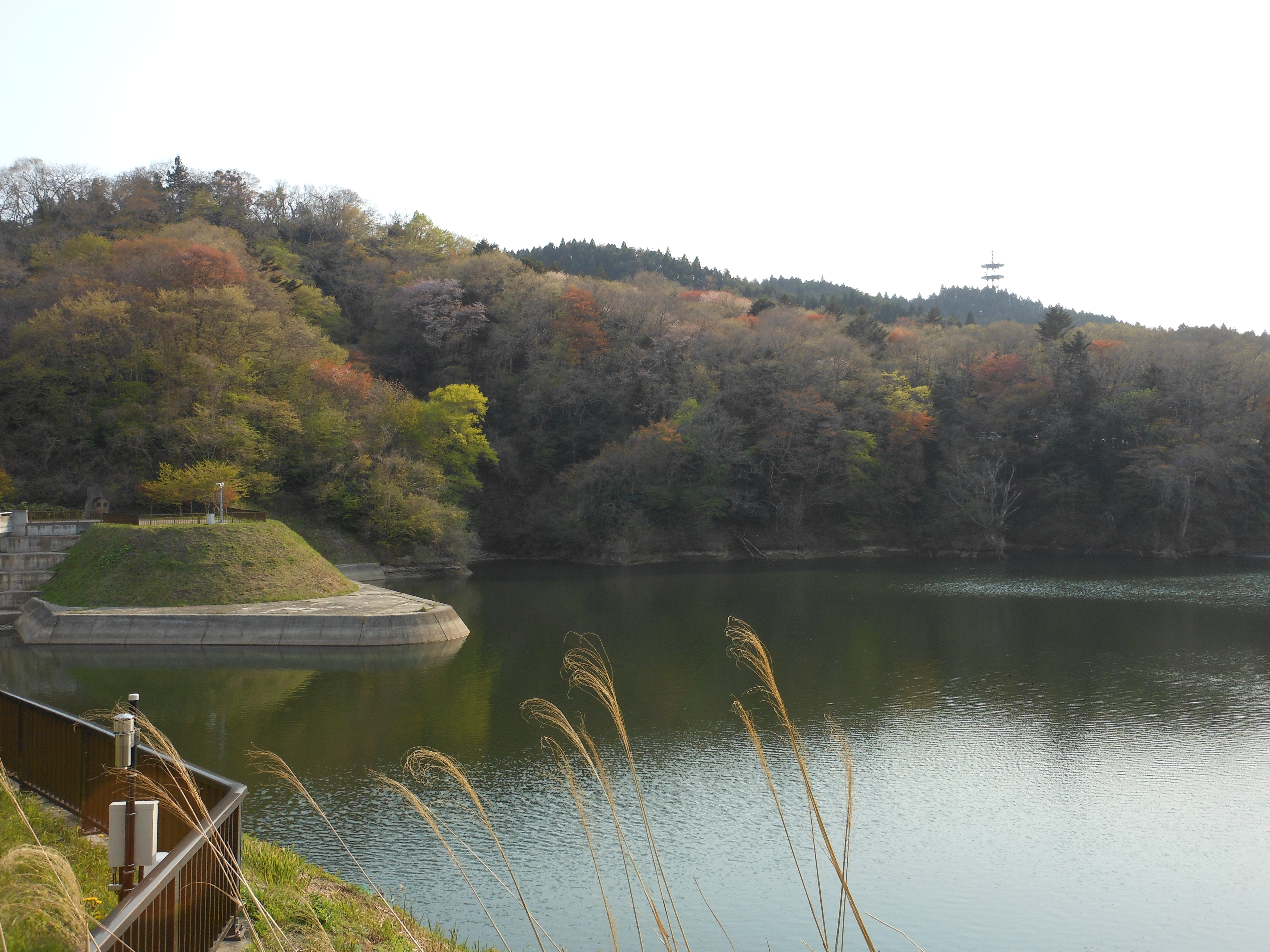
惣の関ダム

花園団地より望む惣の関第2ダム

- 惣の関ダム - 利府町森郷地先に建設されたダム。高さ23.5メートルの重力式コンクリートダムで、洪水調節・不特定利水・上水道を目的とする、宮城県営の多目的ダムである。1988年（昭和63年）度に着手、1999年（平成11年）度に完成した。施工は錢高組・加賀田組で、ダム建設に使用するコンクリートを民間の生コンクリートプラントから調達することでコストダウンを図った[1]。
- 惣の関第2ダム - 惣の関ダムに注ぐ内の目沢川の上流に位置する。高さ14.9メートルの重力式コンクリートダム（堰）で、惣の関ダムとともに建設され、流域の治水に貢献する[2]。
- 勿来川遊水地 - 砂押川との合流点より500メートルほど上流に設置されている。利府町と多賀城市にまたがっている。

## 支流
- 藤田川

## 橋梁
- 惣の関橋
- 森郷橋
- 3号橋梁
- 川袋橋
- 2号橋梁
- はまなす橋
- 勿来新橋
- (利府ペアブリッジ)(宮城県道3号塩釜吉岡線)
- 1号橋梁
- 在加瀬橋
- 西の原橋
- 一本杉橋
- 勿来川遊水地管理橋